# 城东站 (韩国)
城东站（：／ Seongdong yeok */?）是韩国铁路的一個已停用的車站，于1971年废止。位于首尔东大门区祭基洞，屬於京春线。目前本站遗址位于首尔地铁1号线祭基洞站东医宝鉴附近。

## 历史
- 1939年7月25日：开始使用[1]。
- 1971年10月5日：车站停用[2]。